# مه (مجموعه تلویزیونی)
مه یک مجموعه تلویزیونی هیجان‌انگیز علمی–تخیلی آمریکایی است که توسط کریستین تورپ ساخته شده است. این مجموعه بر اساس داستان استیون کینگ ساخته شده. فصل اول شامل ۱۰ قسمت است که در تاریخ ۲۲ ژوئن ۲۰۱۷ پخش گردید.